# Guingueta
Una guingueta, quiosquet, baret o barracó és un establiment menut, d'edificació més o menys provisional, l'objectiu de la qual és establir un negoci, generalment dedicat al sector dels serveis, i particularment a la venda d'aliments i begudes. Són habituals els localitzats en platges i altres zones turístiques, que solen tenir activitat estacional, però poden ser construccions fixes. Generalment, l'activitat de la guingueta de zona de platja i turística, es veu reduïda en la temporada alta de vacances, s'obté grans beneficis en un curt espai de temps. Tals beneficis solen correspondre a uns elevats preus de venda. Aquests preus, anormalment elevats en comparança a altres establiments, es justifiquen per la idònia localització de la guingueta. Les típiques barraques de moltes fires, que són rondaires, quasi sempre estan constituïdes per edificacions provisionals, es desmunten quan s'acaben les fires.

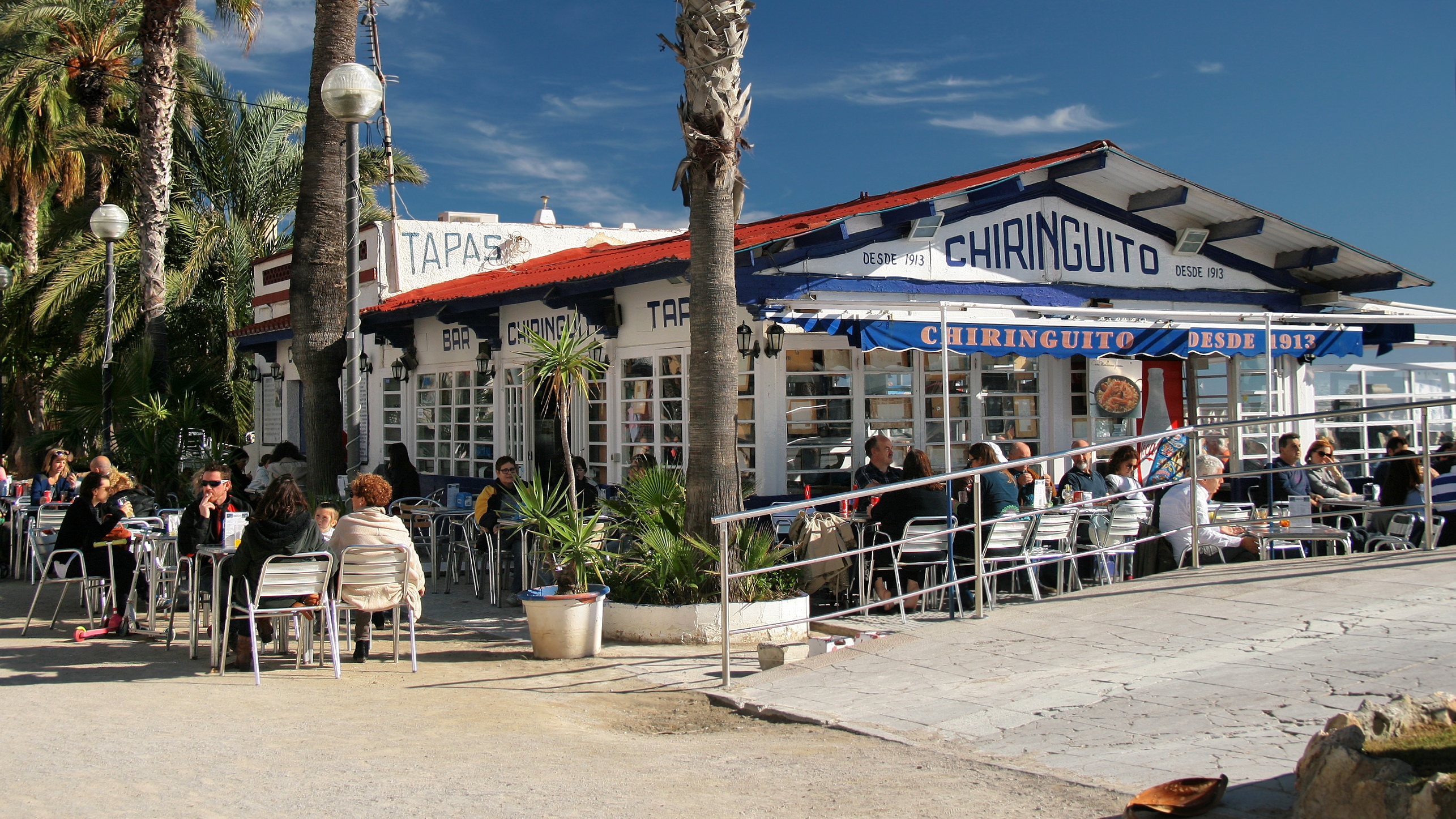
Guingueta al passeig de la Ribera (Sitges)